# ميكلوس أمبرس
ميكلوس أمبرس (بالمجرية: Ambrus Miklós)‏ هو لاعب كرة ماء مجري، ولد في 31 مايو 1933 في ايغر في المجر.

## وصلات خارجية
- ميكلوس أمبرس على موقع الاتحاد الدولي للسباحة (الإنجليزية)
- ميكلوس أمبرس على موقع اللجنة الأولمبية الدولية (الإنجليزية)
- ميكلوس أمبرس على موقع أوليمبيديا (الإنجليزية)
- ميكلوس أمبرس على موقع اللجنة الأولمبية المجرية (الهنغارية)